# Orthosia elongata
Orthosia elongata là một loài bướm đêm trong họ Noctuidae.